# Christopher Andrewes
Christopher Howard Andrewes (Londres, 7 de junho de 1896 – Wiltshire, 31 de dezembro de 1988) foi um virologista britânico.
Junto com Wilson Smith e Patrick P. Laidlaw, isolou o vírus da gripe em 1933.